# Marco Peltzer
Marc Paul Louis Auguste "Marco" Peltzer, född 18 november 1909 i Eupen, död 18 mars 1983 i Bryssel, var en belgisk ishockeyspelare. Han var med i det belgiska ishockeylandslaget som kom på delad femte plats i de Olympiska vinterspelen 1928 i Sankt Moritz.